# Luisão
Ânderson Luís da Silva (Amparo, São Paulo, Brasil, 13 de febrero de 1981), conocido como Luisão, es un exfutbolista brasileño que jugaba como defensor y fue profesional entre 2000 y 2018, cuando se retiró en el Benfica tras 538 partidos en 15 años.

## Legado deportivo
Luisão es hermano de los futbolistas brasileños Alex Silva y Andrei Silva.

## Trayectoria

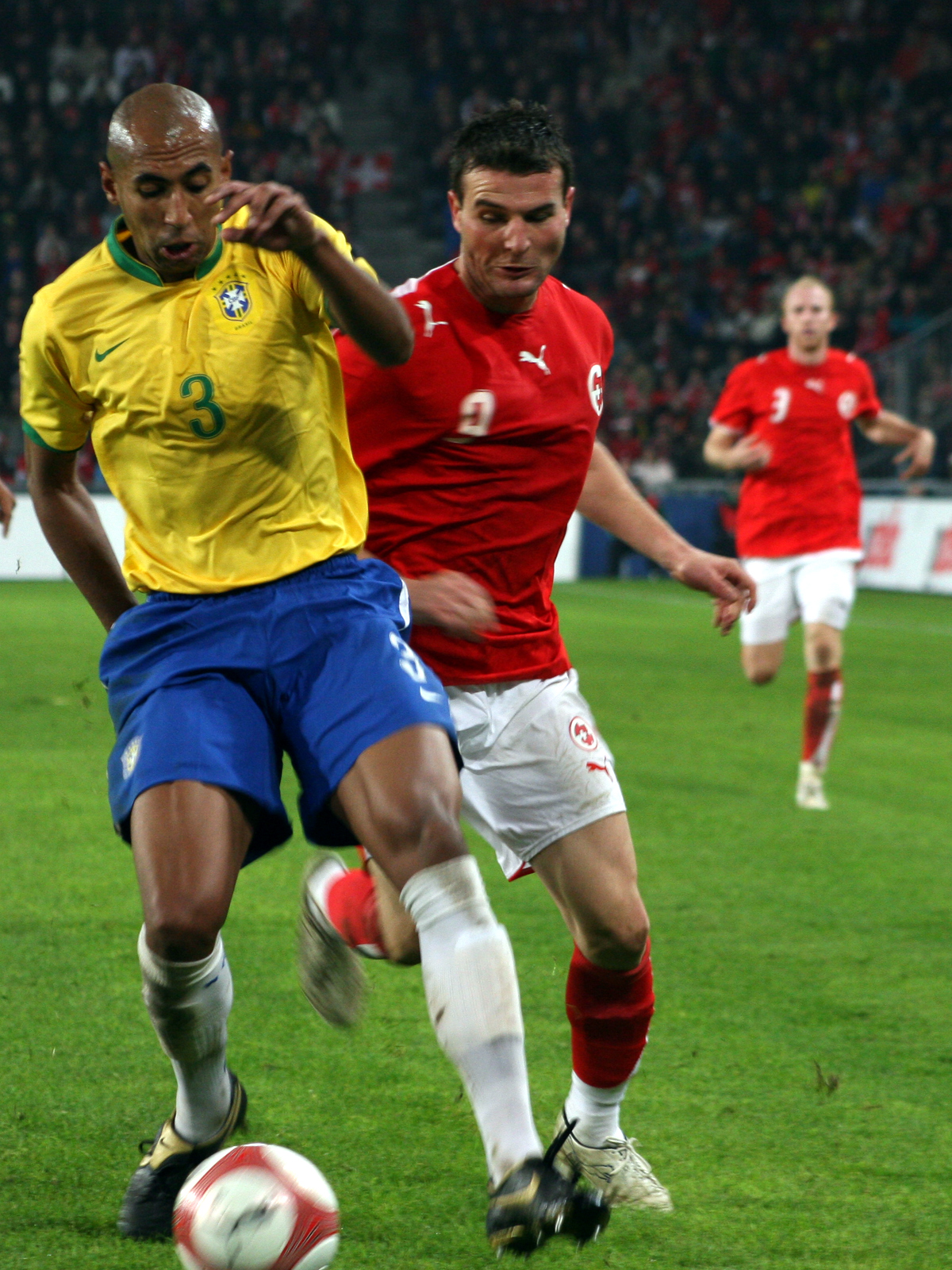
Luisão en un partido Brasil-Suiza

Luisão debutó con el CA Juventus en el año 1999, pero pronto pasó al Cruzeiro, uno de los equipos de mayor renombre en uel fútbol brasileño. En el 2003, el defensor fue transferido al SL Benfica de Portugal y, a pesar de no tener un buen comienzo en el club, con el tiempo se ganó la titularidad y le convirtió al Sporting de Lisboa un gol clave para el título de liga del Benfica en la temporada 2004-05. En la temporada 2006-07, Luisão se convirtió también en capitán del Benfica tras las lesiones de Nuno Gomes y Petit.

## Selección nacional
Luisão debutó con la selección de fútbol de Brasil en julio de 2001 para la edición de la Copa América 2001 en Colombia donde cayeron eliminados en los cuartos de final a manos de Honduras. El defensor luego fue convocado para la Copa América 2004 (donde hizo un gol y se consagró campeón), la Copa Confederaciones 2005 (donde también fue campeón) y la Copa Mundial de Fútbol de 2006 (donde no jugó ningún partido). En el año 2014 se retiró de la selección.

### Participaciones en Copas del Mundo
| Mundial           | Sede      | Resultado        |
| ----------------- | --------- | ---------------- |
| Copa Mundial 2006 | Alemania  | Cuartos de final |
| Copa Mundial 2010 | Sudáfrica | Cuartos de final |

### Participaciones en Copa América
| Edición           | Sede      | Resultado        |
| ----------------- | --------- | ---------------- |
| Copa América 2001 | Colombia  | Cuartos de final |
| Copa América 2004 | Perú      | Campeón          |
| Copa América 2011 | Argentina | Cuartos de final |

### Partidos internacionales
| Selección | Año   | Partidos | Goles |
| --------- | ----- | -------- | ----- |
| Brasil    | 2001  | 1        | 0     |
| Brasil    | 2003  | 8        | 0     |
| Brasil    | 2004  | 7        | 1     |
| Brasil    | 2005  | 3        | 0     |
| Brasil    | 2006  | 2        | 1     |
| Brasil    | 2007  | 1        | 0     |
| Brasil    | 2008  | 6        | 0     |
| Brasil    | 2009  | 11       | 1     |
| Brasil    | 2010  | 3        | 0     |
| Brasil    | 2011  | 2        | 0     |
| Total     | Total | 44       | 3     |

## Estadísticas

#### Clubes
| Club | Temporada           | Liga  | Liga  | Copa  | Copa  | Copa Internacionales | Copa Internacionales | Otros | Otros | Total | Total |
| Club | Temporada           | Part. | Goles | Part. | Goles | Part.                | Goles                | Part. | Goles | Part. | Goles |
| --- | ------------------- | ----- | ----- | ----- | ----- | -------------------- | -------------------- | ----- | ----- | ----- | ----- |
| Juventus SP · Brasil | 1999                | —     | —     | —     | —     | —                    | —                    | 18    | 1     | 18    | 1     |
| Juventus SP · Brasil | Total               | 0     | 0     | 0     | 0     | 0                    | 0                    | 18    | 1     | 18    | 1     |
| Cruzeiro · Brasil | 2000                | 3     | 0     | 0     | 0     | 0                    | 0                    | 0     | 0     | 3     | 0     |
| Cruzeiro · Brasil | 2001                | 20    | 1     | —     | —     | 10                   | 2                    | 4     | 0     | 34    | 3     |
| Cruzeiro · Brasil | 2002                | 24    | 6     | 5     | 0     | —                    | —                    | 8     | 2     | 37    | 8     |
| Cruzeiro · Brasil | 2003                | 15    | 0     | 5     | 1     | 0                    | 0                    | 11    | 1     | 31    | 2     |
| Cruzeiro · Brasil | Total               | 62    | 7     | 10    | 1     | 10                   | 2                    | 23    | 3     | 105   | 13    |
| Benfica Portugal | 2003–04             | 15    | 3     | 3     | 1     | 4                    | 0                    | —     | —     | 22    | 4     |
| Benfica Portugal | 2004–05             | 29    | 2     | 2     | 0     | 9                    | 0                    | 1     | 0     | 41    | 2     |
| Benfica Portugal | 2005–06             | 31    | 1     | 3     | 0     | 10                   | 1                    | 1     | 0     | 45    | 2     |
| Benfica Portugal | 2006–07             | 17    | 2     | 2     | 0     | 10                   | 0                    | —     | —     | 29    | 2     |
| Benfica Portugal | 2007–08             | 19    | 3     | 7     | 1     | 9                    | 0                    | —     | —     | 35    | 4     |
| Benfica Portugal | 2008–09             | 21    | 2     | 8     | 1     | 4                    | 1                    | —     | —     | 33    | 4     |
| Benfica Portugal | 2009–10             | 28    | 4     | 5     | 1     | 12                   | 1                    | —     | —     | 45    | 6     |
| Benfica Portugal | 2010–11             | 23    | 1     | 8     | 2     | 14                   | 3                    | 1     | 0     | 46    | 6     |
| Benfica Portugal | 2011–12             | 25    | 1     | 4     | 0     | 12                   | 1                    | —     | —     | 41    | 2     |
| Benfica Portugal | 2012–13             | 18    | 1     | 6     | 0     | 9                    | 0                    | —     | —     | 33    | 1     |
| Benfica Portugal | 2013–14             | 28    | 1     | 6     | 2     | 15                   | 3                    | —     | —     | 49    | 6     |
| Benfica Portugal | 2014–15             | 30    | 4     | 3     | 0     | 5                    | 0                    | 1     | 0     | 39    | 4     |
| Benfica Portugal | 2015–16             | 9     | 0     | 4     | 0     | 4                    | 1                    | 0     | 0     | 17    | 1     |
| Benfica Portugal | 2016–17             | 28    | 0     | 4     | 1     | 6                    | 0                    | 1     | 0     | 39    | 1     |
| Benfica Portugal | 2017–18             | 16    | 1     | 3     | 1     | 4                    | 0                    | 1     | 0     | 24    | 2     |
| Benfica Portugal | 2018–19             | 0     | 0     | 0     | 0     | 0                    | 0                    | —     | —     | 0     | 0     |
| Benfica Portugal | Total               | 337   | 26    | 68    | 10    | 127                  | 11                   | 6     | 0     | 538   | 47    |
| Total en su carrera | Total en su carrera | 399   | 33    | 78    | 11    | 137                  | 13                   | 47    | 4     | 661   | 61    |
| 1"Otros" incluye Campeonato Paulista Serie A2, Campeonato Mineiro, Copa dos Campeões, Copa Sul-Minas y Supertaça Cândido de Oliveira |                     |       |       |       |       |                      |                      |       |       |       |       |

## Palmarés

### Campeonatos regionales
| Título             | Club     | País         | Año  |
| ------------------ | -------- | ------------ | ---- |
| Campeonato Mineiro | Cruzeiro | Minas Gerais | 2003 |

### Campeonatos nacionales
| Título                | Club     | País     | Año     |
| --------------------- | -------- | -------- | ------- |
| Copa de Brasil        | Cruzeiro | Brasil   | 2000    |
| Campeonato Brasileño  | Cruzeiro | Brasil   | 2003    |
| Copa de Brasil        | Cruzeiro | Brasil   | 2003    |
| Copa de Portugal      | Benfica  | Portugal | 2003–04 |
| Primeira Liga         | Benfica  | Portugal | 2004-05 |
| Supercopa de Portugal | Benfica  | Portugal | 2005    |
| Copa de la Liga       | Benfica  | Portugal | 2008-09 |
| Primeira Liga         | Benfica  | Portugal | 2009-10 |
| Copa de la Liga       | Benfica  | Portugal | 2009-10 |
| Copa de la Liga       | Benfica  | Portugal | 2010-11 |
| Copa de la Liga       | Benfica  | Portugal | 2011-12 |
| Primeira Liga         | Benfica  | Portugal | 2013-14 |
| Copa de la Liga       | Benfica  | Portugal | 2013-14 |
| Copa de Portugal      | Benfica  | Portugal | 2013–14 |
| Supercopa de Portugal | Benfica  | Portugal | 2014    |
| Copa de la Liga       | Benfica  | Portugal | 2014-15 |
| Primeira Liga         | Benfica  | Portugal | 2014-15 |
| Copa de la Liga       | Benfica  | Portugal | 2015-16 |
| Primeira Liga         | Benfica  | Portugal | 2015-16 |
| Supercopa de Portugal | Benfica  | Portugal | 2016    |
| Primeira Liga         | Benfica  | Portugal | 2016-17 |
| Copa de Portugal      | Benfica  | Portugal | 2016–17 |
| Supercopa de Portugal | Benfica  | Portugal | 2017    |

### Copas internacionales
| Título               | Equipo              | Sede      | Año  |
| -------------------- | ------------------- | --------- | ---- |
| Copa América         | Selección de Brasil | Perú      | 2004 |
| Copa Confederaciones | Selección de Brasil | Alemania  | 2005 |
| Copa Confederaciones | Selección de Brasil | Sudáfrica | 2009 |